# Louis Tomlinson
Louis William Tomlinson (Doncaster, 24 de dezembro de 1991) é um cantor e compositor britânico. Começou sua carreira como ator, inicialmente aparecendo no drama da ITV, Fat Friends como um personagem extra, e em seguida nos filmes de drama If I Had You da ITV1 e na série Waterloo Road da BBC. Em 2010 foi um dos membros fundadores da banda pop One Direction, que terminou em terceiro lugar no reality show The X Factor.

## Biografia
Tomlinson é de South Yorkshire, Inglaterra. Filho de Johannah e Troy Austin, seus pais se separaram quando ele era jovem e ele assumiu o nome de seu padrasto Mark Tomlinson. Ele tem cinco meias-irmãs (Charllote, Felicite, Daisy, Phoebe e Doris) e um meio-irmão (Ernest) mais novos maternos, duas das quais tiveram papéis de bebês na série de televisão Fat Friends ao lado de seu irmão, e uma meia-irmã paterna (Georgia). Ele estudou na Hall Cross School, onde atuou em diversas produções, e na Hayfield School. Como um estudante no Hall Cross, Tomlinson apareceu em diversas produções musicais. Interpretou o papel principal de Danny Zuko no Hall Cross na produção musical de Grease o que o motivou a fazer um teste para o The X Factor.

## Carreira

### Atuação e The X Factor
Tomlinson, junto com dois de seus irmãos, teve papéis extras em Fat Friends. Depois de Fat Friends, ele frequentou uma escola de atuação em Barnsley. Ele teve pequenas participações em um drama da ITV, If I Had You, e na Waterloo Road, da BBC. Como estudante no Hall Cross, Tomlinson apareceu em várias produções musicais. Está envolvido com produções musicais no Hall Cross deu-lhe um crescente sentimento de ambição e determinação. Assumir o papel principal de Danny Zuko na produção musical de Grease de Hall Cross motivou-o a fazer um teste para o The X Factor. Tomlinson depois disse em uma entrevista de 2017 que outra motivação para ele fazer o teste para o X-Factor foi porque a banda que ele estava antes do One Direction, quando ele tinha apenas 14 anos, o expulsou depois que um novo garoto veio para a escola e decidiu substituir ele como seu vocalista. "Então eu pensei: 'Eu vou no The X Factor agora, vou surpreender todos vocês!'" Ele disse. Tomlinson fez uma audição para o The X-Factor em 2009, onde ele não conseguiu passar da audição do produtor, mas esta pequena derrota só lhe deu a determinação de voltar no ano seguinte.
Em 2010, Tomlinson fez o teste para a sétima série da competição de canto The X Factor. Ele não conseguiu progredir para a categoria "Boys" nas casas de juízes, mas, após uma sugestão de Nicole Scherzinger, uma juiza convidada, durante a fase de bootcamp da competição em Wembley Arena, Londres em julho de 2010, ele foi colocado junto com Niall Horan, Zayn Malik, Liam Payne e Harry Styles para formar uma boy band de cinco peças, qualificando-se para a categoria "Grupos". Posteriormente, o grupo se reuniu por duas semanas para se conhecerem e praticarem. Styles surgiu com o nome One Direction. Para a sua música de qualificação nas casas dos jurados e suas primeiras canções como um grupo, One Direction cantou uma versão acústica de "Torn", de Natalie Imbruglia. Simon Cowell comentou mais tarde que a performance o convenceu de que o grupo "estava confiante, divertido, como uma gangue de amigos e meio destemido também". Nas primeiras quatro semanas dos shows ao vivo, eles foram o último ato de Cowell na competição. O grupo rapidamente ganhou popularidade no Reino Unido.
O One Direction terminou em terceiro lugar e imediatamente após a final, sua música "Forever Young", que teria sido lançada se tivesse vencido o The X Factor, vazou na internet. Pouco tempo depois, foi confirmado que One Direction havia sido assinado por Cowell para um contrato recorde de 2 milhões de libras esterlinas da Syco Records.

### One Direction

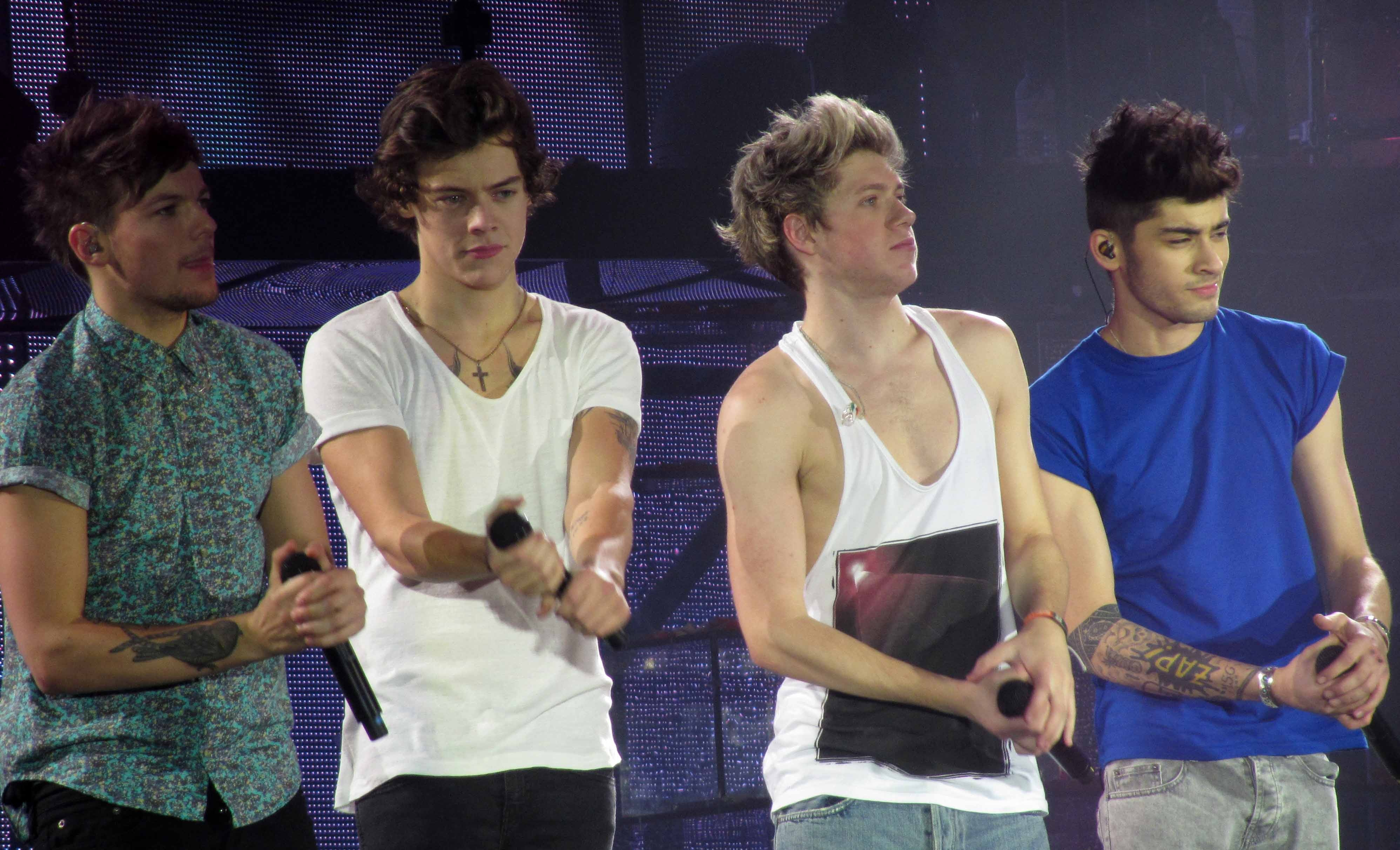
Louis apresentando-se ao lado do One Direction em 2013

Impulsionado para o sucesso internacional pelo poder das mídias sociais, os dois primeiros álbuns do One Direction, Up All Night e Take Me Home, lançados em 2011 e 2012, respectivamente, quebraram vários recordes, lideraram as paradas da maioria dos principais mercados e geraram singles de sucesso, incluindo "What Makes You Beautiful" e "Live While We're Young".
Descrito frequentemente como parte de uma nova "invasão britânica" nos Estados Unidos, o grupo já vendeu mais de 35 milhões de discos em todo o mundo, de acordo com a empresa de gerenciamento da banda, a Modest! Gestão. Suas realizações incluem dois prêmios BRIT, dois American Music Awards e três MTV Video Music Awards. De acordo com Nick Gatfield, presidente e diretor executivo da Sony Music Entertainment do Reino Unido, a One Direction representou um império de negócios de US $ 50 milhões até junho de 2012. Eles foram proclamados "Top New Artist" de 2012 pela Billboard. Tomlinson, junto com seus outros membros da banda, apareceu em um episódio de iCarly na primavera de 2012.
Tomlinson cita Robbie Williams como sua maior influência e ídolo. Em uma entrevista à revista Now, ele disse: "Eu sempre amei o Robbie. Ele é tão insolente que pode se dar bem com qualquer coisa. Suas performances são inacreditáveis". Ele também admira o colega britânico Ed Sheeran, descrevendo-o como "fenomenal".

### Projeto solo e hiato
Tomlinson apareceu no The X Factor em 2015, atuando como jurado convidado ao lado de Simon Cowell. Tomlinson também indicou que estaria interessado em se tornar um juiz permanente do X-Factor durante o hiato, se lhe pedissem.
Em 2015, Tomlinson criou sua própria gravadora, Triple Strings Ltd, como uma marca de sua atual gravadora, a Syco. Foi relatado que ele estava trabalhando com Simon Cowell para criar uma banda de garotas e realizar audições em 2015.
A One Direction entrou em um hiato planejado a partir de março de 2016 para realizar projetos individuais após o lançamento de seu quinto álbum, Made in the AM.Tomlinson lançou "Just Hold On", um esforço colaborativo com o DJ americano Steve Aoki em 10 de dezembro de 2016. Tomlinson e Aoki tocou a música ao vivo pela primeira vez no final da temporada do The X Factor no dia de seu lançamento. Tomlinson dedicou a música e a performance à sua falecida mãe. O single estreou e alcançou o número 2 no UK Singles Chart e alcançou o número um na tabela de vendas da Billboard Dance / Electronic Digital Song.
Em julho de 2017, Tomlinson lançou o single "Back to You", com Bebe Rexha e Digital Farm Animals, precedendo seu primeiro álbum de estúdio através de sua própria gravadora, Triple String. A música chegou ao número 8 no UK Singles Chart e ao número 40 no Billboard Hot 100. Mais tarde, foi anunciado que Tomlinson havia assinado um contrato de gravação com a Epic Records. Em uma entrevista à BBC Music, Tomlinson disse liricamente que seu primeiro álbum é inspirado nas bandas Arctic Monkeys e Oasis. Ele declarou:
Minha missão com este álbum é não escrever essas músicas de Hollywood que falam sobre uma insondável e insana história de amor. Eu estou tão entediado disso ... Porque eu sou do norte, eu cresci amando os gostos do Arctic Monkeys e Oasis. E a maneira como eles contam histórias é uma coisa tão sem esforço. É real, é honesto e é direto ao ponto, sabe? Agora, qualquer um dos Arctic Monkeys ficaria arrasado em me ouvir falando assim, mas há uma maneira de incorporar essa honestidade conversacional ao pop.
Em 2018 se tornou o mais novo jurado do The X Factor ao lado de Robbie Williams, Simon Cowell e Ayda Field.

## Futebol

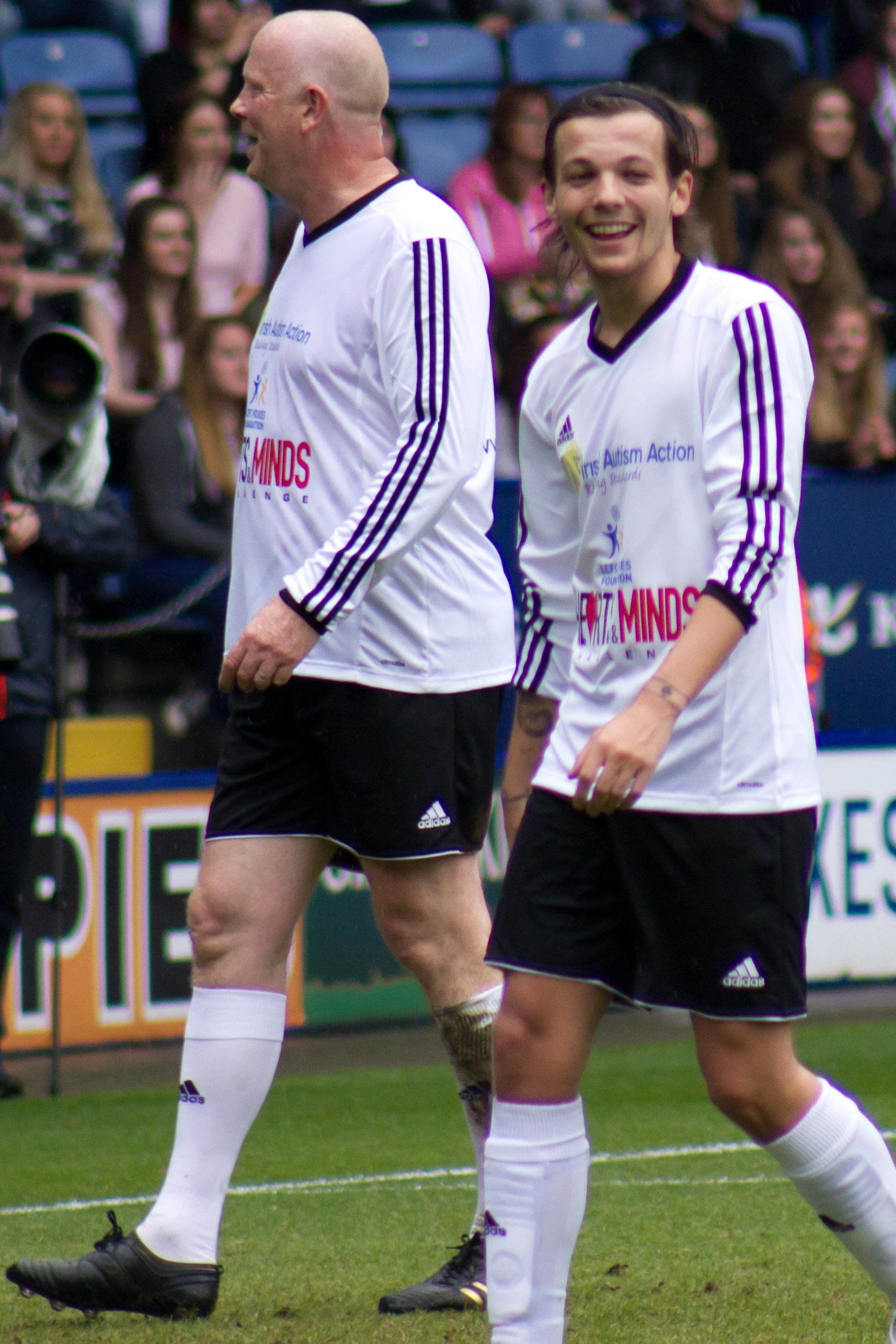
Tomlison jogando uma partida de futebol para doar dinheiro à caridade

Tomlinson, cuja experiência anterior no futebol fora jogar e comandar sua própria equipe de pub chamada Three Horseshoes, concordou em jogar em um jogo de caridade no Keepmoat Stadium em sua cidade natal, Doncaster, para arrecadar dinheiro para a Bluebell Wood Charity, acordo pelo clube de futebol profissional Doncaster Rovers para se juntar ao clube em termos não contratuais depois de impressionar no jogo. O acordo foi intermediado por Tomlinson para ser um jogador de desenvolvimento e para participar de jogos da equipe Sub-24 (time reserva), trabalhando em torno de seus compromissos musicais com o One Direction. Ele recebeu o número 28 para a temporada 2013–14. Após a assinatura do contrato, Tomlinson declarou: "É inacreditável realmente eu tenho sido um fã de futebol enorme por um longo tempo e crescer em Doncaster, eu já estive em muitos jogos no Keepmoat Para ser parte do clube é incrível [...]" O técnico da Rovers, Paul Dickov, brincou: "Ele perdeu o treinamento de pré-temporada e está de férias na América, então é melhor irmos até aqui logo".
Em 3 de setembro de 2013, foi anunciado que Tomlinson faria sua estreia pela equipe do Doncaster no jogo da Liga Central contra o Scunthorpe United, no dia 18 de setembro. Doncaster anunciou que, apesar de ser uma partida do time reserva, eles estariam montando uma fila especial para a partida. Antes, no dia 8 de setembro, Tomlinson jogou pelo Celtic em outro jogo de caridade para Stiliyan Petrov. Durante a partida, Tomlinson foi lesionado após sofrer uma falta cometida por Gabriel Agbonlahor, atacante do Aston Villa, e foi substituído de imediato. A entrada, consequentemente, fez com que Agbonlahor recebesse abusos de torcedores do One Direction em sua conta no Twitter, e trouxe um pedido de desculpas do jogador. Como resultado dos ferimentos sofridos no jogo, Tomlinson foi forçado a sair da partida contra o Scunthorpe, relegando-se ao banco, mas prometendo que a partida seria remarcada.
Sua estreia remarcada para o time reserva de Doncaster na Central Central veio como substituto de 65 minutos em um jogo de 0–0 contra o Rotherham United em 26 de fevereiro de 2014, um jogo de caridade em ajuda do Bluebell Wood Children's Hospice com mais de 4 mil pessoas. Mais tarde, Tomlinson participou do Charity Football Challenge, com Niall Horan, em 26 de maio, no King Power Stadium.
Em 19 de junho de 2014, Tomlinson e o ex-presidente John Ryan confirmaram que haviam assumido a posição de co-proprietários da Doncaster Rovers. Mais tarde, foi anunciado que a aquisição havia caído, embora Tomlinson continue envolvido com o clube.
Tomlinson retornou ao Celtic Park em 7 de setembro de 2014 para participar do MAESTRIO Charity Match, tendo sido recrutado para jogar All-Stars de Rio Ferdinand contra Maestros de Paul McStay. A partida contou com uma multidão de cerca de 25.000 pessoas, beneficiando várias instituições de caridade incluindo UNICEF, War Child, a Celtic Foundation e a Fundação Rio Ferdinand.

## Filantropia
Embora a One Direction tenha feito esforços de grupo para trabalhos de caridade, o próprio Tomlinson também esteve envolvido em trabalhos de caridade fora da banda. Ele, juntamente com o membro da banda Payne, co-organizou um baile de caridade em homenagem a Believe in Magic, uma organização que apoia crianças com doenças terminais. Tanto Tomlinson quanto Payne entraram em uma guerra de lances no baile de caridade que resultou em Tomlinson doando 10 mil libras para o rosto de Payne ser pintado. Ele pessoalmente doou 2 milhões de libras para Believe in Magic, enquanto coletivamente ele e Payne doaram mais de £ 5 milhões. Os membros da banda Niall Horan e Harry Styles não puderam comparecer ao evento, mas também doaram itens para serem leiloados por Believe in Magic.
Tomlinson esteve envolvido com trabalhos de caridade por vários anos. Ele esteve completamente envolvido com o Hospice Infantil Bluebell Wood e é um dos seus patronos. Tomlinson tende a ter mídias sociais ativas para ajudar a aumentar o apoio e a conscientização de seu trabalho de caridade. Para o seu 23º aniversário, os fãs da One Direction estabeleceram uma campanha de doação para o Hospice Infantil Bluebell Wood e colocaram a fasquia alta para a meta de doação. Tomlinson também se voltou para a mídia social junto com alguns de seus familiares para a caridade Niamh's Next Step. Isso ganhou a caridade várias centenas de seguidores em sua conta no Twitter, que atraiu mais consciência para a causa. Durante o hiato de One Direction, Tomlinson quer aumentar seu trabalho de caridade com seu recém encontrado tempo livre. Ele diz sobre o trabalho de caridade: "Ter minha idade e poder estar em uma posição onde eu possa ajudar as pessoas e dar oportunidades a outras pessoas é a coisa mais excitante para mim."
Em abril de 2016, Tomlinson foi anunciado para se juntar à linha de estrelas do Soccer Aid 2016, uma campanha de arrecadação de fundos bienal para a organização de crianças UNICEF. Ele jogou para a seleção da Inglaterra ao lado de Robbie Williams, Olly Murs, Paddy McGuinness, Jack Whitehall, Marvin Humes, John Bishop e outros em 5 de junho de 2016. Tomlinson jogou contra seu companheiro de banda Niall Horan, que apareceu para o Rest of the World Team.
Em maio e junho de 2020, Tomlinson compartilhou links de doações, fez doações e expressou seu apoio ao movimento Black Lives Matter. Também compareceu aos protestos de Londres após o assassinato de George Floyd, acompanhado de sua namorada Eleanor Calder.

## Vida pessoal
Os pais de Tomlinson, Troy Austin e Johannah Poulston, se separaram quando ele era criança. Ele é afastado de seu pai. Ele tem quatro meias-irmãs do segundo casamento de sua mãe para Mark Tomlinson: Charlotte "Lottie", Félicité "Fizzy" e as gêmeas idênticas Daisy e Phoebe, que tiveram papéis como bebês na série de televisão Fat Friends ao lado de seu irmão. Mark e Johannah se divorciaram enquanto Louis estava competindo no The X Factor. Tomlinson tem outra meia-irmã, Georgia, do segundo casamento de seu pai. Foi anunciado em outubro de 2013 que sua mãe Poulston estava esperando gêmeos com seu noivo, Daniel Deakin. Ela deu à luz um par de gêmeos fraternos, Ernest e Doris, em 12 de fevereiro de 2014. Poulston casou-se com Deakin em 20 de julho de 2014. Em 7 de dezembro de 2016, sua mãe morreu aos 43 anos de idade, após ter lutado contra a leucemia por mais de um ano.
Tomlinson começou a namorar a então estudante Eleanor Calder em novembro de 2011. Eles se separaram em março de 2015, mas reataram no início de 2017. Em julho de 2015, foi relatado que Tomlinson estava esperando um bebê com a ex-estilista de 23 anos, Briana Jungwirth. Em 4 de agosto de 2015, no Good Morning America, ele confirmou os relatórios. Seu filho Freddie Reign nasceu em janeiro de 2016.Tomlinson afirmou em inúmeras entrevistas que ele gosta de ser pai e está ansioso para ter mais filhos no futuro.
Em 4 de março de 2017, Tomlinson foi preso por agressão depois de atacar um paparazzi no Aeroporto Internacional de Los Angeles. Ele foi registrado e, posteriormente, liberado em fiança de US$20.000; mais tarde, ele deveria comparecer em tribunal em 29 de março de 2017.

## Filmografia

### Filmes
| Ano  | Título                          | Papel     | Notas        |
| ---- | ------------------------------- | --------- | ------------ |
| 2013 | One Direction: This Is Us       | Ele mesmo | Documentário |
| 2014 | Where We Are – The Concert Film | Ele mesmo |              |
| 2023 | All of Those Voices             | Ele mesmo | Documentário |

### Televisão
| Ano           | Título       | Papel            | Notas                         |
| ------------- | ------------ | ---------------- | ----------------------------- |
| 2006          | If I Had You | Boy Finding Body | Minissérie                    |
| 2012          | iCarly       | Ele mesmo        | Episódio: "iGo One Direction" |
| 2016          | Family Guy   | Ele mesmo        | Episódio: "Run, Chris, Run"   |
| 2018–presente | The X Factor | Jurado           | 15ª temporada                 |

## Influências
Tomlinson cita Robbie Williams como sua maior influência e ídolo. Em entrevista a revista Now, ele disse: "Eu sempre amei Robbie, ele é tão atrevido e pode fazer com qualquer coisa. Suas performances são inacreditáveis". Ele também admira Ed Sheeran, descrevendo-o como "fenomenal".

## Discografia
- Walls (2020)
- Faith in the Future (2022)

## Turnês
- Louis Tomlinson World Tour (2020)

## Prêmios e indicações
| Ano  | Cerimônia                | Categoria                                    | Resultado | Ref.   |
| ---- | ------------------------ | -------------------------------------------- | --------- | ------ |
| 2017 | Teen Choice Awards       | Choice Music: Collaboration – "Just Hold On" | Venceu    | [ 21 ] |
| 2018 | IARA Awards              | Best Male Artist                             | Indicado  | [ 22 ] |
| 2018 | iHeartRadio Music Awards | Best Solo Breakout                           | Venceu    | [ 23 ] |
| 2018 | Teen Choice Awards       | Choice Male Artist                           | Venceu    | [ 24 ] |